# Карабібер
Карабібер (рум. Carabiber) — село в Молдові в Бессарабському районі. Входить до складу комуни, адміністративним центром якої є село Ісерлія.
| Молдова | Це незавершена стаття з географії Молдови. Ви можете допомогти проєкту, виправивши або дописавши її. |